# 羽間駅
羽間駅（はざまえき）は、香川県仲多度郡まんのう町羽間にある、高松琴平電気鉄道琴平線の駅である。駅番号はK19。
標高88.9mと、琴電の駅では最も高い地点にある。旧満濃町はJR土讃線も通っていたが駅がないため、当駅は同町唯一の鉄道駅であった。

## 駅構造
相対式ホーム2面2線の無人駅。交換設備があるが、1991年以降は隣の岡田駅で交換するダイヤが組まれているため、現在は当駅での交換は行われていない。なおレトロ電車運転時には定期列車とレトロ電車がこの駅で交換する。
トイレは無い。
のりば
| 乗り場 | 路線    | 方向 | 行先                     |
| ------ | ------- | ---- | ------------------------ |
| 1      | ■琴平線 | 上り | 滝宮・瓦町・高松築港方面 |
| 2      | ■琴平線 | 下り | 琴電琴平方面             |

## 利用状況
| 1日乗降人員推移 | 1日乗降人員推移 |
| 年度            | 1日平均人数     |
| --------------- | --------------- |
| 2011年          | 243             |
| 2012年          | 261             |
| 2013年          | 266             |
| 2014年          | 237             |
| 2015年          | 228             |
| 2016年          | 250             |
| 2017年          | 260             |
| 2018年          | 260             |
| 2019年          | 252             |
| 2020年          | 210             |

## 駅周辺
- 羽間池
- パークアンドライド駐車場（まんのう町営）
- 香川県道282号高松琴平線（旧国道32号）
駅周辺で琴平線と並走している。駅の岡田側出口付近から岡田方面が丸亀市であり、標識の表示がある。
- 国道32号（満濃バイパス）
当駅の琴電琴平方でオーバークロスしている。

## 歴史
- 1927年（昭和2年）3月15日 - 琴平電鉄の駅として開業。
- 1943年（昭和18年）11月1日 - 会社合併により高松琴平電気鉄道琴平線の駅となる。

## 隣の駅
高松琴平電気鉄道
■琴平線
岡田駅（K18） - 羽間駅（K19） - 榎井駅（K20）

## 画像

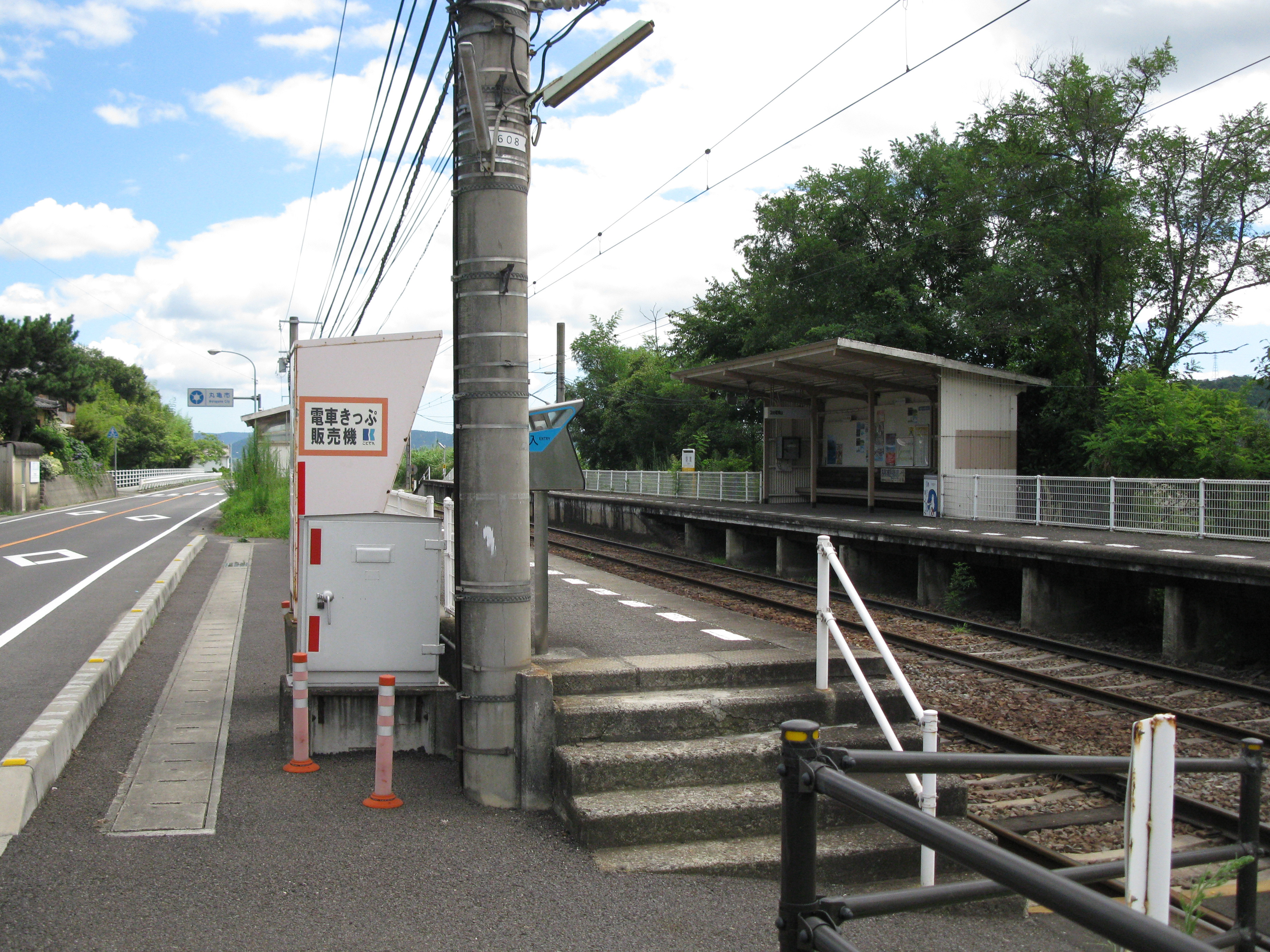
榎井方入口 左手の県道上に「丸亀市」の標識（2010年8月4日）
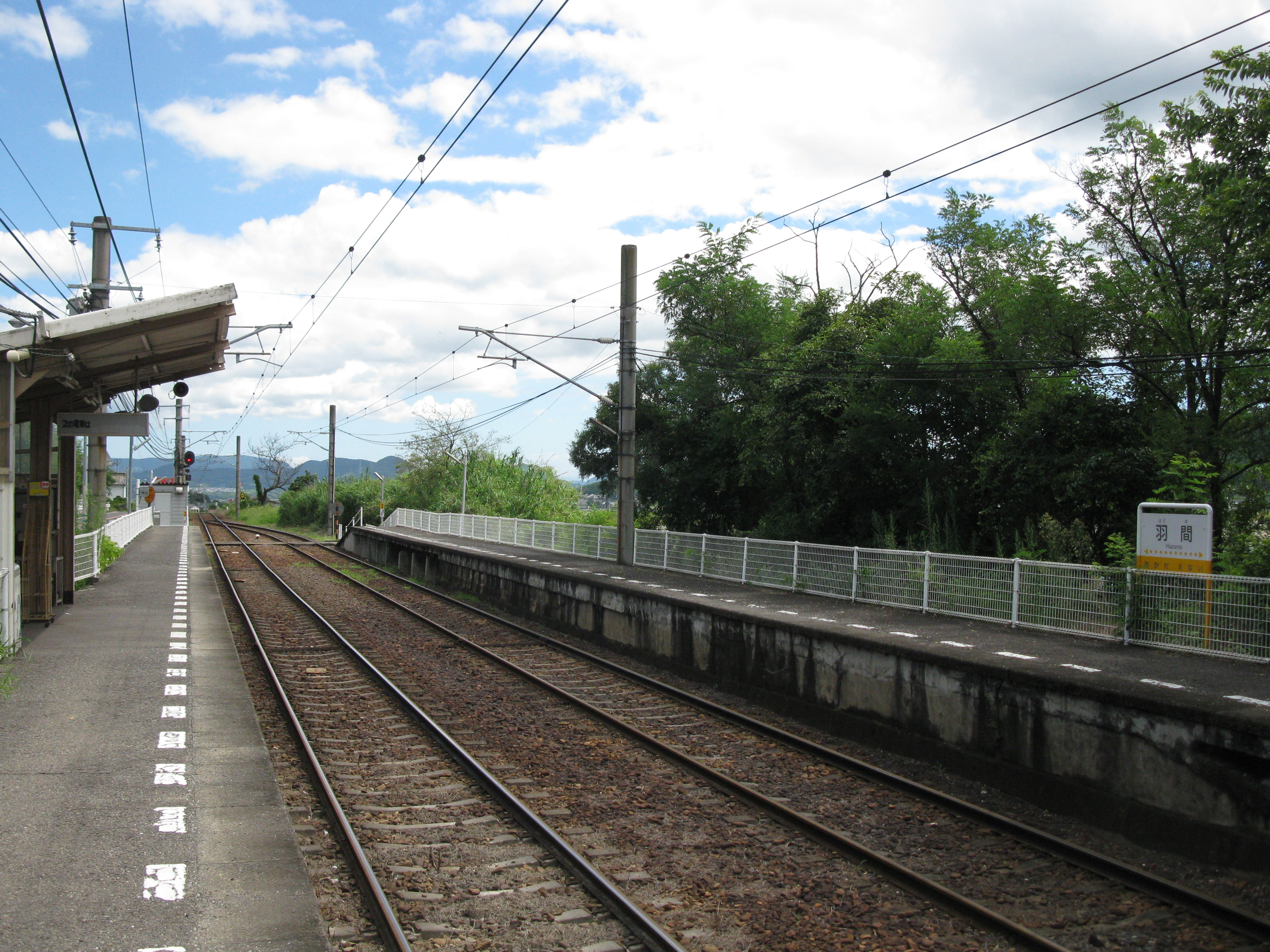
駅構内　榎井方より　遠方の電車で標高差を実感できる（2010年8月4日）
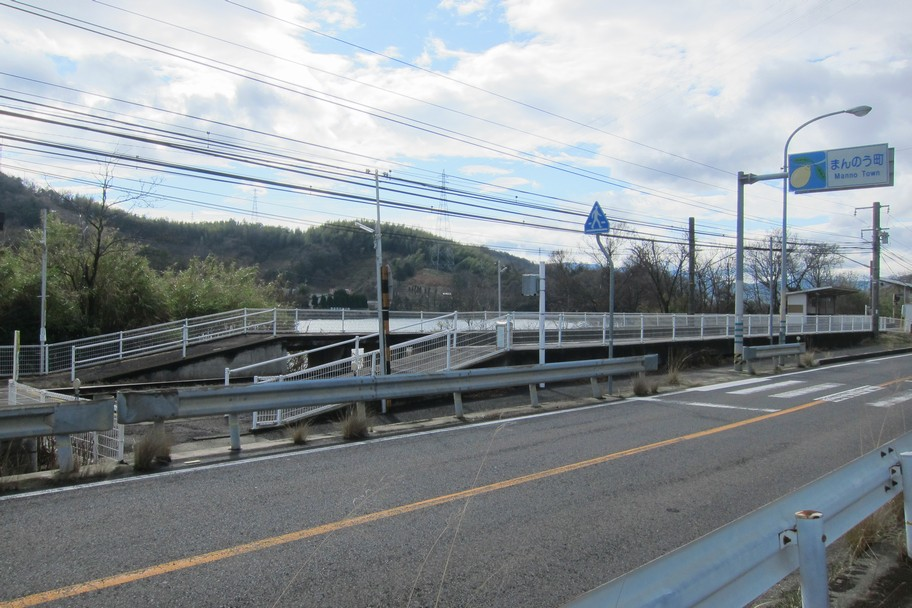
岡田方入り口　県道上に「まんのう町」の標識（2015年2月22日）